# أرويو دي أوخانكو
بلدية أرويو دي أوخانكو (بالإسبانية: Arroyo del Ojanco) هي بلدية تقع في مقاطعة خاين التابعة لمنطقة أندلوسيا جنوب إسبانيا وحسب إحصاء سكان لعام 2006, كان هناك 2468 شخص يعيشون في نطاق البلدية.

## الديموغرافيا
بلغ عدد سكان بلدية أرويو دي أوخانكو 2.522 نسمة عام 2011 (وفقاً للمعهد الوطني للإحصاء الإسباني).
| 2.348 | 2.287 | 2.468 | 2.533 | 2.468 | 2.463 | 2.522 |